# Menino Jesus (Santa Maria)
Menino Jesus é um bairro do distrito da sede, no município gaúcho de Santa Maria, no Brasil. Localiza-se na região nordeste da cidade. 

O bairro Menino Jesus possui uma área de 0,5892 km² que equivale a 0,48% do distrito da Sede que é de 121,84 km² e  0,0329% do município de Santa Maria que é de 1791,65 km².

## História
O bairro Menino Jesus havia sido criado como bairro avulso em 1968 que compreendia praticamente a mesma área do atual bairro. Na década de 1980, quando ocorreu a primeira delimitação entre bairros do distrito da Sede, o então bairro foi extinto e seu território passou a pertencer ao Nossa Senhora das Dores.
O bairro ressurge oficialmente em 2006 como desmembramento do bairro Nossa Senhora das Dores. Quase todo o arruamento do Dores de 1986 deu origem ao atual bairro Menino Jesus, e, o bairro Nossa Senhora das Dores que tinha seu limite sul na Avenida Nossa Senhora das Dores, passa a tê-la como sua via central.

## Limites
Limita-se com os bairros: Centro, Itararé, Nossa Senhora das Dores, Presidente João Goulart.
Descrição dos limites do bairro: A delimitação inicia na projeção do eixo da Rua Benjamim Constant com o início da Rua Ary Nunes Tagarra, segue-se a partir daí pela seguinte delimitação: eixo da Rua Ary Nunes Tagarra, no sentido leste; limite sul da área da RFFSA, no sentido leste; eixo da Rua Euclides da Cunha, no sentido sul; linha de divisa particular, que inicia num ponto da Rua Euclides da Cunha, que dista aproximadamente 80 metros ao sul da Rua Anibal Barão, passando pelo extremo sul da Rua Matosos Câmara, no sentido oeste; divisa norte da área da Brigada Militar, em linhas quebradas, no sentido oeste; leito da sanga afluente do Arroio Cadena, no sentido a montante; divisa norte do Clube Dores, no sentido oeste; eixo da Rua Dr. Becker Pinto, no sentido sul; eixo da Rua Bento Gonçalves, no sentido noroeste, contornando para sudoeste; eixo da Rua Benjamim Constant, no sentido norte, até encontrar o início da Rua Ary Nunes Tagarra, ponto inicial desta demarcação.

## Unidades residenciais
O bairro Menino Jesus, pertencente ao distrito da Sede, é uma unidade de vizinhança que contém as seguintes unidades residenciais:
| # | Unidade residencial | Localização                       | Limites | Obs.       |
| - | ------------------- | --------------------------------- | --- | ---------- |
| 1 | Menino Jesus        |                                   | Toda a área do perímetro do Bairro Menino Jesus sem denominação específica. |            |
| 2 | Vila Leste          | 29° 41' 02.77" S 53° 47' 45.77" O | A unidade residencial urbana cujo limite inicia no encontro da Rua Mal. Manoel Carneiro com o eixo da Rua Ary Nunes Tagarra, segue-se a partir daí, por esta Rua no sentido leste, defletindo-se ao sul pelo eixo da Rua Euclides da Cunha; linha de divisa com área particular cortando a área da Brigada Militar, no sentido oeste, até alcançar uma sanga afluente do Arroio Cadena; daí, a montante, até alinhar com o fundo dos lotes que entestam ao norte para a Rua Araripe Junior; segue-se, por estes no sentido oeste, e pelos eixos das Ruas Becker Pinto, Bento Gonçalves, Machado de Assis, até o fundo dos lotes que entestam ao norte para a Travessa Payssandu; deflete-se por estes a oeste e pelo eixo da Rua Mal. Manoel Gomes Carneiro no sentido norte, até encontrar a Rua Ary Nunes Tagarra, ponto inicial desta demarcação. | [ Obs. 1 ] |
| 3 | Vila Major Duarte   | 29° 41' 00.51" S 53° 48' 00.17" O | Parte leste desta unidade residencial urbana com 108 lotes que confrontam ao norte com a Rua Ary Nunes Tagarra; a leste, com a Rua Mal. Manoel Gomes Carneiro; ao sul, com o fundo dos lotes que entestam ao norte com a Rua Major Duarte e ao oeste com a Rua Benjamim Constant. | [ Obs. 2 ] |
| 4 | Vila Ponte Seca     | 29° 40' 51.22" S 53° 47' 48.99" O | A unidade residencial urbana que confronta ao norte com a linha férrea Santa Maria - Porto Alegre; a leste, com a Rua Eloyr do Nascimento; ao sul e sudoeste com a Rua Ary Nunes Tagarra. | [ Obs. 3 ] |

1. ↑  O principal acesso se dá pela Rua Euclides da Cunha.
2. ↑  O acesso principal se dá pela Rua Benjamin Constant.
3. ↑  A leste o principal acesso é a Rua Euclides da Cunha. A oeste o principal acesso é a Rua Benjamin Constant. A Rua Silva Jardim Corta esta Unidade Residencial.

## Demografia

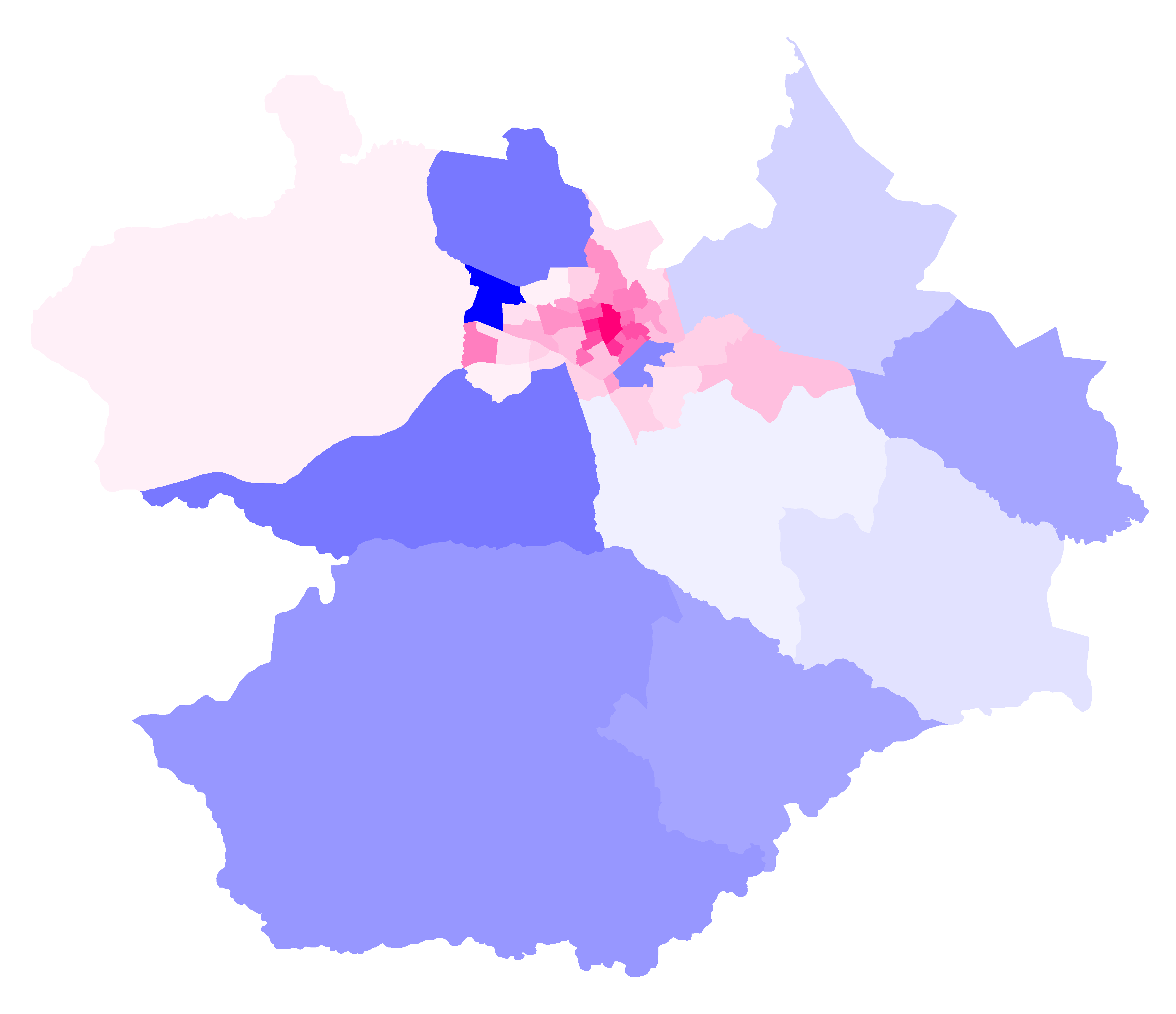
Mapa do município de Santa Maria com as divisões em bairros. Em escalas de azul os bairros com predominância masculina e em escalas de rosa os bairros com predominância feminina. Observa-se que quanto melhor a infraestrutura e o acesso a ela mais convidativo o bairro é para a população feminina. E, reciprocamente, podemos reconhecer os bairros com melhor infraestrutura observando onde a população feminina está concentrada.

Segundo o censo demográfico de 2010, Menino Jesus é, dentre os 50 bairros oficiais de Santa Maria:
- Um dos 41 bairros do distrito da Sede.
- O 21º bairro mais populoso.
- O 48º bairro em extensão territorial.
- O 4º bairro mais povoado (população/área).
- O 17º bairro em percentual de população na terceira idade (com 60 anos ou mais).
- O 11º bairro em percentual de população na idade adulta (entre 18 e 59 anos).
- O 42º bairro em percentual de população na menoridade (com menos de 18 anos).
- Um dos 39 bairros com predominância de população feminina.
- Um dos 20 bairros que registraram moradores com 100 anos ou mais, com um total de 1 habitante feminino.

Distribuição populacional do bairro
1. Total: 5410 (100%)
  1. Urbana: 5410 (100%)
  2. Rural: 0 (0%)
2. Homens: 2477 (45,79%)
  1. Urbana: 2477 (100%)
  2. Rural: 0 (0%)
3. Mulheres: 2933 (54,21%)
  1. Urbana: 2933 (100%)
  2. Rural: 0 (0%)